# Spherillo ingens
Spherillo ingens är en kräftdjursart som beskrevs av Gustav Budde-Lund 1904. Spherillo ingens ingår i släktet Spherillo och familjen Armadillidae. Inga underarter finns listade i Catalogue of Life.